# 国家标准化管理委员会
国家标准化管理委员会，简称国家标准委，又称中华人民共和国国家标准化管理局，是国家市场监督管理总局对外保留的牌子。

## 沿革
2001年10月11日，经国务院批准，中国国家标准化管理委员会正式成立。中国国家标准化管理委员会（简称国家标准委，对外又称中华人民共和国国家标准化管理局）是国务院授权履行行政管理职能，统一管理全国标准化工作的主管机构，是国家质量监督检验检疫总局管理的事业单位。
2005年内，国家标准化管理委员会共成立全国专业标准化技术委员会9个、分技术委员会8个以及1个直属工作组。
中国是国际标准化组织（ISO）始创成员国之一，也是最初的5个常任理事国之一。由于中华民国政府未按章交纳会费，1950年被ISO停止会籍。1978年9月中华人民共和国以中国标准化协会名义参加ISO，1985年改由中国国家标准局参加，1989年又改由中国国家技术监督局参加。2001年机构改革后，国家标准化管理委员会代表中国参加该组织的活动。
2018年机构改革前，国家标准化管理委员会的机构设置是：直属部门包括办公室（机关服务中心、政策法规部）、机关党委、综合业务管理部、国际合作部（港澳台事务办公室）、农业食品标准部、工业标准一部、工业标准二部、服务业标准部（地方标准化管理部）；直属事业单位包括国家标准化管理委员会标准信息中心、国家标准化管理委员会国家标准技术审评中心；管理的企事业单位包括中国标准化研究院、中国物品编码中心、中国标准化协会、全国组织机构代码管理中心、中国质检出版社、中国WTO/TBT咨询点。
2018年3月17日第十三届全国人民代表大会第一次会议通过《第十三届全国人民代表大会第一次会议
关于国务院机构改革方案的决定》，批准《国务院机构改革方案》。方案规定：“组建国家市场监督管理总局。将国家工商行政管理总局的职责，国家质量监督检验检疫总局的职责，国家食品药品监督管理总局的职责，国家发展和改革委员会的价格监督检查与反垄断执法职责，商务部的经营者集中反垄断执法以及国务院反垄断委员会办公室等职责整合，组建国家市场监督管理总局，作为国务院直属机构。同时，组建国家药品监督管理局，由国家市场监督管理总局管理。将国家质量监督检验检疫总局的出入境检验检疫管理职责和队伍划入海关总署。保留国务院食品安全委员会、国务院反垄断委员会，具体工作由国家市场监督管理总局承担。国家认证认可监督管理委员会、国家标准化管理委员会职责划入国家市场监督管理总局，对外保留牌子。不再保留国家工商行政管理总局、国家质量监督检验检疫总局、国家食品药品监督管理总局。”

## 职责
2018年机构改革前，国家标准化管理委员会的主要职责是：
1. 参与起草、修订国家标准化法律、法规的工作；拟定和贯彻执行国家标准化工作的方针、政策；拟定全国标准化管理规章，制定相关制度；组织实施标准化法律、法规和规章、制度。
2. 负责制定国家标准化事业发展规划；负责组织、协调和编制国家标准（含国家标准样品）的制定、修订计划。
3. 负责组织国家标准的制定、修订工作，负责国家标准的统一审查、批准、编号和发布。
4. 统一管理制定、修订国家标准的经费和标准研究、标准化专项经费。
5. 管理和指导标准化科技工作及有关的宣传、教育、培训工作。
6. 负责协调和管理全国标准化技术委员会的有关工作。
7. 协调和指导行业、地方标准化工作；负责行业标准和地方标准的备案工作。
8. 代表国家参加国际标准化组织（ISO）、国际电工委员会（IEC）和其他国际或区域性标准化组织，负责组织ISO、IEC中国国家委员会的工作；负责管理国内各部门、各地区参与国际或区域性标准化组织活动的工作；负责签定并执行标准化国际合作协议，审批和组织实施标准化国际合作与交流项目；负责参与与标准化业务相关的国际活动的审核工作。
9. 管理全国组织机构代码和商品条码工作。
10. 负责国家标准的宣传、贯彻和推广工作；监督国家标准的贯彻执行情况。
11. 管理全国标准化信息工作。
12. 在质检总局统一安排和协调下，做好世界贸易组织技术性贸易壁垒协议（WTO/TBT协议）执行中有关标准的通报和咨询工作。
13. 承担质检总局交办的其他工作。

## 机构设置
2018年国务院机构改革后，国家市场监督管理总局标准技术管理司、标准创新管理司承担中国国家标准化管理委员会的具体职责。

## 历任领导
国家标准化管理委员会的历任领导是：

| 主任 - 李忠海（2001年－2005年） - 刘平均（2005年－2008年） - 纪正昆（2008年8月－2011年6月） - 陈刚（2011年6月－2013年） - 田世宏（2013年－2024年8月，2018年1月至2018年3月为质检总局副局长兼，2018年3月起为市监总局副局长兼） - 邓志勇（2025年2月－，市监总局副局长兼） 常务副主任 - 张延华（2004年12月－？） 副主任 - 王忠敏（2001年－？） - 石保权（2001年10月－2012年9月） - 孙晓康（2002年4月－？） - 张延华（2003年4月－2004年12月） - 张健伟（2005年12月－2011年12月） - 孙波（2010年9月－？） - 方向（2008年9月－？） - 陈刚（？－？） - 于欣丽（2012年7月－2018年3月） - 崔钢（2014年6月－2018年3月） - 殷明汉（2015年5月－2018年3月） - 郭辉（2015年11月－2017年6月） - 陈洪俊（2017年9月－2018年3月） 总工程师 - 陈刚（？－？，副主任兼） - 方向（2007年12月－2008年8月） - 于欣丽（2008年8月－2012年7月） - 殷明汉（2012年9月－2015年5月） - 谷保中（2015年10月－2018年3月） | 党组书记 - 李忠海（2001年－2005年） - 刘平均（2005年－2008年） - 纪正昆（2008年8月－2011年6月） - 陈刚（2011年6月－2013年） - 田世宏（2013年－2018年3月） 党组副书记 - 张延华（2004年12月－？） - 于欣丽（2018年1月－2018年3月） 党组成员 - 王忠敏（2001年－？） - 石保权（2001年10月－2012年9月） - 孙晓康（2002年4月－？） - 张延华（2003年4月－2004年12月） - 张健伟（2005年12月－2011年12月） - 陈刚（？－？） - 方向（2007年12月－？） - 于欣丽（2009年12月－2018年1月） - 孙波（2010年9月－？） - 殷明汉（2012年9月－2018年3月） - 郭辉（2014年3月－2017年6月） - 崔钢（2014年6月－2018年3月） - 谷保中（2015年10月－2018年3月） - 贾科（2015年11月－2017年10月） - 陈洪俊（2017年9月－2018年3月） - 邓志勇（2017年10月－2018年3月） 纪检组组长 - 郭辉（2014年3月－2015年11月） - 贾科（2015年11月－2017年10月） - 邓志勇（2017年10月－2018年3月） |